# Джонсон, Ди Гэйл
Ди Гэйл Джонсон (англ. D. Gale Johnson; 10 июля 1916 — 13 апреля 2003) — американский экономист. 
Член Национальной академии наук США (1991).
Бакалавр (1938) и доктор (1945) философии колледжа Айова Стейт; магистр (1939) Висконсинского университета. Преподавал в колледже Айова Стейт и Чикагском университете. Президент Американской экономической ассоциации (1999).

## Основные произведения
- «Функционирование рынка труда» (Functioning of the labor market, 1951);
- «Сельское хозяйство и внешняя экономическая политика» (Agriculture and foreign economic policy, 1964).